# شاطئ حلزوني لوغاريتمي
إنالشاطئ الحلزوني اللوغاريتمي أحد أنواع الشاطئ التي تزداد في الاتجاه الذي تكون محمية فيه بأرض رأسية في مساحة تسمى «منطقة الظل». ويطلق عليها وصف حلزوني لوغاريتمي لأنك إذا نظرت إليها من مسقط أفقي أو من الجو فإنها تظهر بنفس الشكل الذي يظهر من الدالة اللوغاريتمية الحلزونية. وهذه الشواطئ يشار إليها أيضًا بصورة عامة باسم «خلجان زيتا العلاجية» و«نصف القلبية» أو «الخلجان التي تشبه الحافة» أو «خلجان رؤوس الأرض».

## الدالة الحلزونية اللوغاريتمية

الحلزونية اللوغاريتمية

يمكن تعريف الحلزونية اللوغاريتمية من خلال المعادلة (المكتوبة بواسطة الإحداث القطبي):
r = eθcotα
حيث:
تقع θ= زاوية الدوران بين خطين مرسومين من المركز إلى أي نقطتين على الحلزون.
r = نسبة الأطوال بين خطين يمتدان من المركز. الخطان هما RO and R.
وبناء على ذلك تساوي r أيضًا النسبة R/RO.
α = الزاوية بين الخط R من المركز وخط تماس الحلزون الواقع على نقطة حيث يتقاطع الخط R مع الحلزون.
وتعتبر α قيمة ثابتة لأي حلزون لوغاريتيمي معطى.

## التطور الحلزوني
يتكون هذا النوع من الشاطئ نتيجة انكسار الموجات المقتربة وحيود هذه الأمواج نتيجة الارتطام بأحد سواحل الأرض الرأسية المرتفعة. فتنحني الموجات المقتربة الأمامية نتيجة حيود الموجة على رأس الأرض وهو ما بدوره يؤدي لانحناء خط الشاطئ مما ينتج شكلًا حلزونيًا لوغاريتميًا. وتقع الشواطئ الحلزونية اللوغاريتيمة غالبًا على السواحل التي تتعرض كثيرًا إلى الأمواج حيث تصل الموجة خط الشاطئ من اتجاه واحد رئيسي من خلال زاوية منحرفة. فالموجات التي تقترب بزاوية منحرفة تنكسر وتحيد في «منطقة الظل» والتي تعتبر إحدى الشواطئ المنحرفة المحمية التي تقع خلف الأرض الرأسية. ويتميز الجزء المقعر من الشاطئ المتجه نحو البحر بصورة عامة بزيادة حجم الرواسب وارتفاع الموجة وارتفاع الحاجز الترابي ووجود منطقة اندفاع الموجه بقوة نحو الشاطئ حيث ينحدر من الجزء العلوي من ساحل رأس الأرض.

## الشواطئ اللوغاريتمية الشهيرة

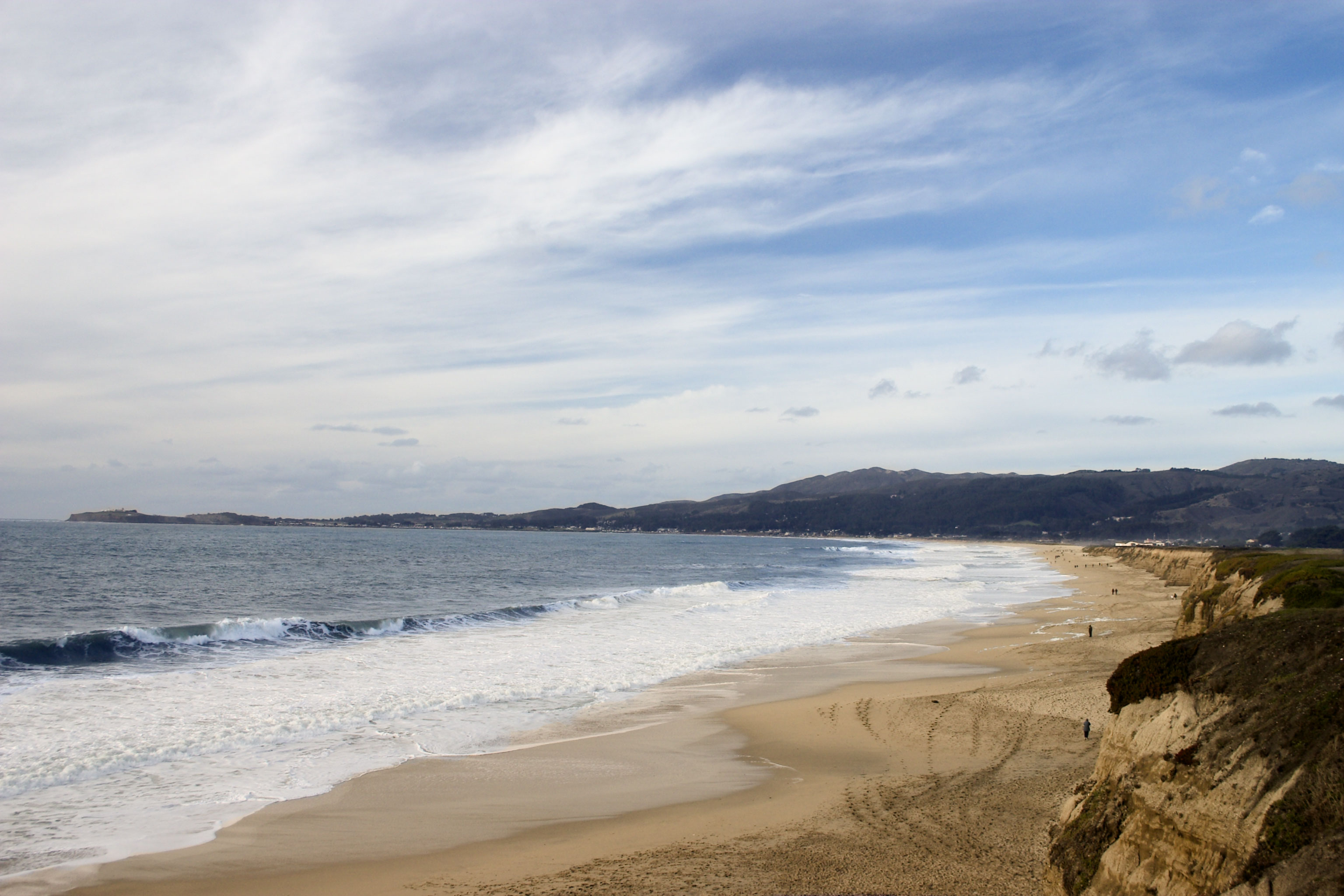
شاطىء "هاف مون" بخليج الولاية، كاليفورنيا

- خليج بيرش، واشنطن، الولايات المتحدة الأمريكية
- شاطئ ريستينجا، أصلا مارجريتا، فنزويلا
- خليج «هاف مون» كاليفورنيا، الولايات المتحدة الأمريكية
- شاطئ بيرل، نيوثاوث ويلز، أستراليا